# Gardner Pinnacles
Gardner Pinnacles (« Les Pinacles de Gardner »), Pūhāhonu en hawaïen (« La tortue qui fait surface »), est un ensemble de deux îlots des îles hawaïennes du Nord-Ouest, et fait partie du monument national marin de Papahānaumokuākea.

## Histoire
Gardner Pinnacles a été officiellement découvert le 2 juin 1820 par le baleinier américain Maro, commandé par le capitaine Joseph Allen.

## Géographie
Gardner Pinnacles est situé à 946 km au nord-ouest de Honolulu et à 174 km du banc de sable de la Frégate française. L'altitude maximale est de 52 m. La superficie totale des deux îlots, vestiges d'un ancien volcan, est de 24 030 m2. Le récif immergé a une superficie de 2 400 km2.

## Géologie

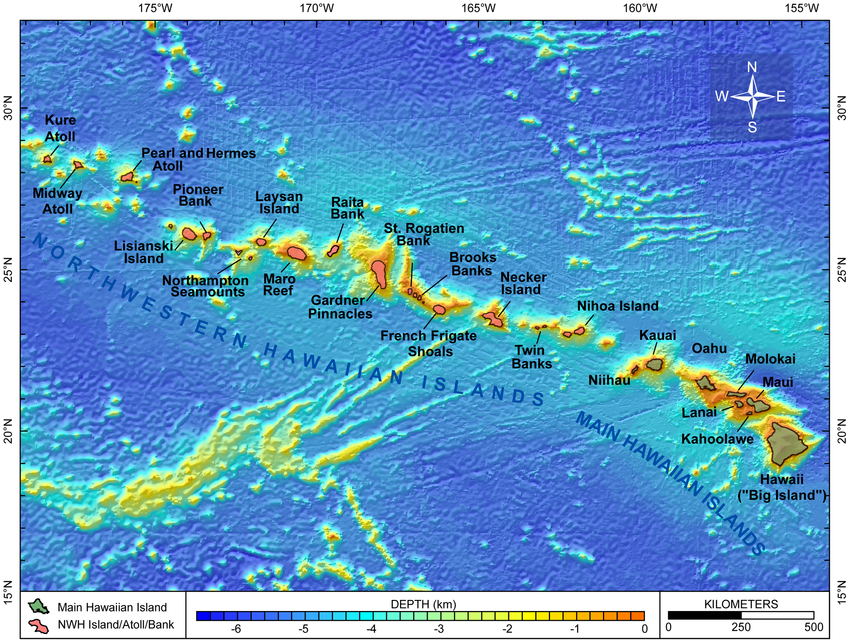
Le Gardner Pinnacles (au milieu) fait partie de la chaîne sous-marine Hawaï-Empereur.

Le Pūhāhonu est un volcan bouclier érigé il y a 14,1 à 12,5 Ma, sur une lithosphère vieille alors d'environ 88 Ma. D'après une étude bathymétrique et gravimétrique de 2020, le Pūhāhonu serait le plus gros volcan bouclier du monde avec un volume de (148 ± 29) × 103 km3, environ le double du Mauna Loa (74,0 × 103 km3). Ses laves sont les plus magnésiennes de toutes les laves hawaïennes : jusqu'à Fo91,8. D'autres hypothèses pouvant être écartées, la taille du volcan et la composition de ses roches résultent probablement d'une anomalie de température du point chaud d'Hawaï, peut-être due à la propagation d'une onde solitaire dans le panache.

## Biologie
Le récif immergé abrite des espèces de poissons que l'on ne trouve nulle part ailleurs dans les îles du nord-ouest d'Hawaï et possède plus d'espèces de coraux que ses deux voisins rocheux au sud, l'île Necker et Nihoa. De nombreux insectes vivent sur l'île, et un chercheur affirme avoir trouvé deux nouvelles espèces d'araignées.